# Rivedoux-Plage
Rivedoux-Plage è un comune francese di 2 356 abitanti situato nel dipartimento della Charente Marittima nella regione della Nuova Aquitania.

## Società

### Evoluzione demografica
Abitanti censiti